# Дністровсько-Цареградське гирло
Дністровсько-Цареградське гирло (Цареградське гирло) — вузька судоходна штучно поглиблена протока, що з'єднує Дністровський лиман і Чорне море.

## Розташування
Протока, відома як Цареградське гирло, розташована в мальовничому курортному селищі Затока (Білгород-Дністровська міська рада Одеської області). Вона неначе «розриває» вузьку (завширшки від 40 до 500 м) піщану Бугазьку косу, що розділяє Дністровський лиман і Чорне море і є одним з каналів сполучення цих водойм. Лиман також з'єднується з морем через інший суднохідний канал, що розташований у напрямку Білгорода-Дністровського. Раніше між лиманом і морем була ще одна протока — Очаківське гирло, що зникло у 1926 році протягом однієї штормової ночі.

## Гідрографія
Середня глибина протоки сягає 10 м. Середня глибина на порозі, що відокремлює лиман від протоки становить 6 м. Дно тут різко опускається до моря. Глибока улоговина, вирита потоком з гирла, простежується на відстані до 0,5 км від нього в бік моря, після чого глибина зменшуються.
Своєрідний рельєф вузької і невеликої за довжиною протоки, що виражається різким перепадом глибин у міру просування від лиману до моря, стрімкими береговими схилами, виробленими земленасосами, створює специфічну картину водообміну — зокрема в протоці майже немає поперечних течій і, як правило, лиманний або морський потік від поверхні до дна випрямлені за напрямком його осі (азимут 315—135°), незалежно від первинного напрямку течії.

## Походження назви
За переказами, саме з дністровського гирла починалися морські походи київських князів на Константинополь (Цареград). З тих часів і залишилася назва Цареградське гирло. Звідси ж походить і назва Цареградського маяка, спорудженого в 1857 році., а також назва одного з морських гідрометеорологічних постів — МГП-II «Цареградське Гирло».

## Маяк
У 1827 р. у районі протоки був побудований навігаційний знак (52 фута над рівнем моря), який освічував горизонт на відстані 4-5 миль. У 1877 році Дністровсько-Цареградський маяк реконструювали. Замість дерев'яної будови спорудили башту висотою 16 м з ліхтарними приміщеннями, де була встановлена лінза Френеля з гасожаровим пальником. Дальність освітлення тепер сягала 10 миль. В 1900 році з Франції було завезено металічні маяки фірми Ейфеля. Крім того, змонтували обгортуючий пристрій, завдяки чому дальність вогнів досягала вже 14 миль. У 1959—1965 році збудовано металічний маяк висотою 20 м, металічні створні знаки підхідного каналу Цареградського гирла, житловий будиночок, комора для паливно-масляних матеріалів та ін. У 1965—2003 ацетиленові ліхтарі змінили на електричні. У 1977 на башті маяка змонтували автоматичну світлооптичну апаратуру, завдяки чому дальність вогню вже сягає 22 миль. З часом збудували нову 30-метрову металічну башту — башта старого маяка використовується паралельно з новою як Передній створний знак, а нова як Задній створний знак.
Маяк має статус пам'ятника інженерної думки.

## Підйомний міст через протоку
Через протоку побудовано підйомний залізничний міст. Мостом проходить лінія Одеса-Застава I — Білгород-Дністровський — Арциз Одеської залізниці і автомобільний шлях Н33. Міст розміщений між станцією Бугаз і зупинною платформою Сонячна. Див. Графік розводу мосту [Архівовано 19 червня 2013 у Wayback Machine.].
Будування залізничного мосту в його сучасному вигляді розпочалось 25 грудня 1953, а 5 грудня 1955 він був введений в експлуатацію. Спершу ж на цьому місці діяв плавучий міст, який був збудований в 1914 році — спочатку дерев'яний, а з 1916 року — понтонний. В 1940 через Цареградське гирло почали споруджувати дерев'яний міст за проектом інженера Івана Цюрупи, але будівництву завадила війна.

## Галерея

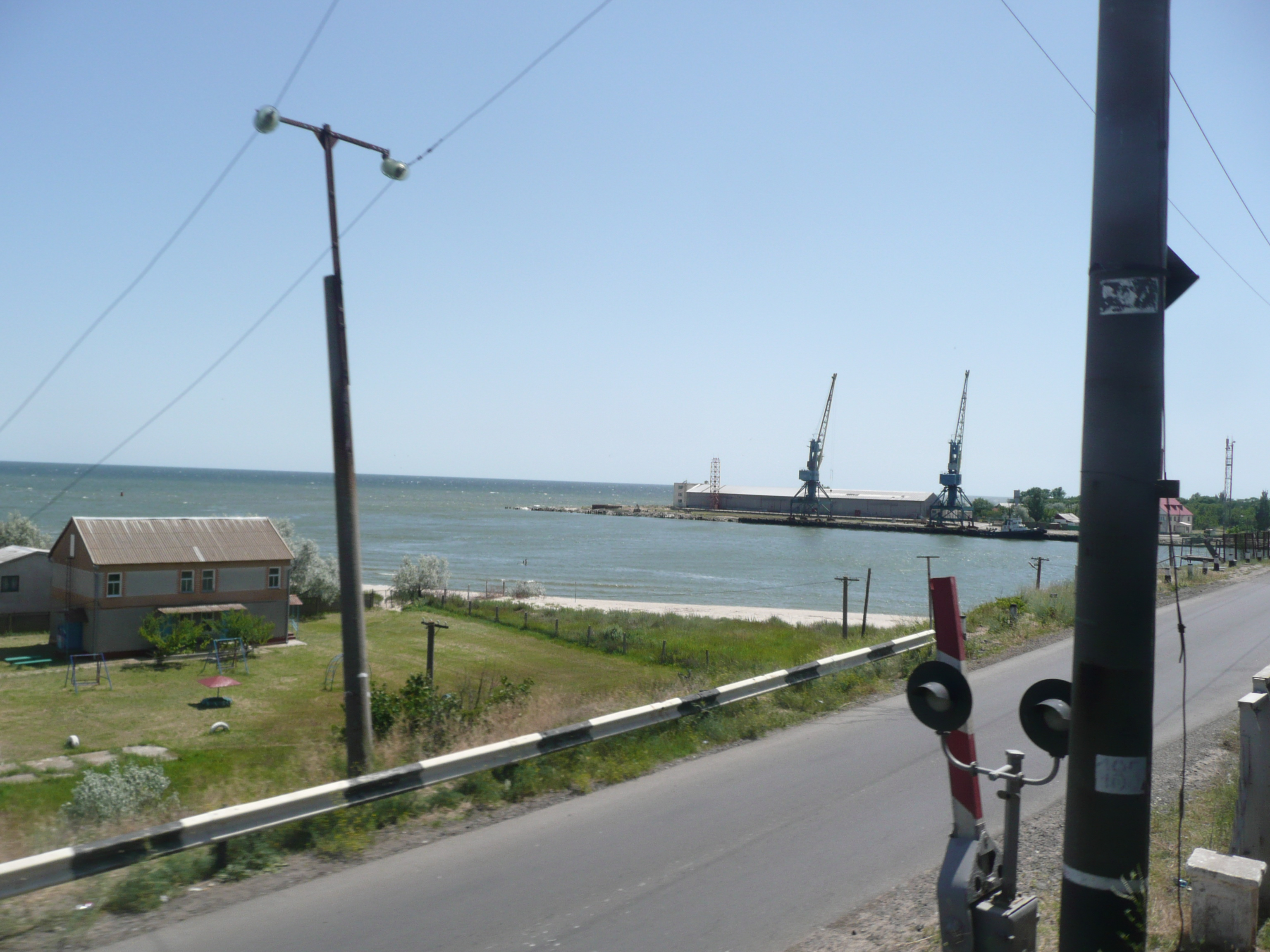
Через міст проходить автошлях P70
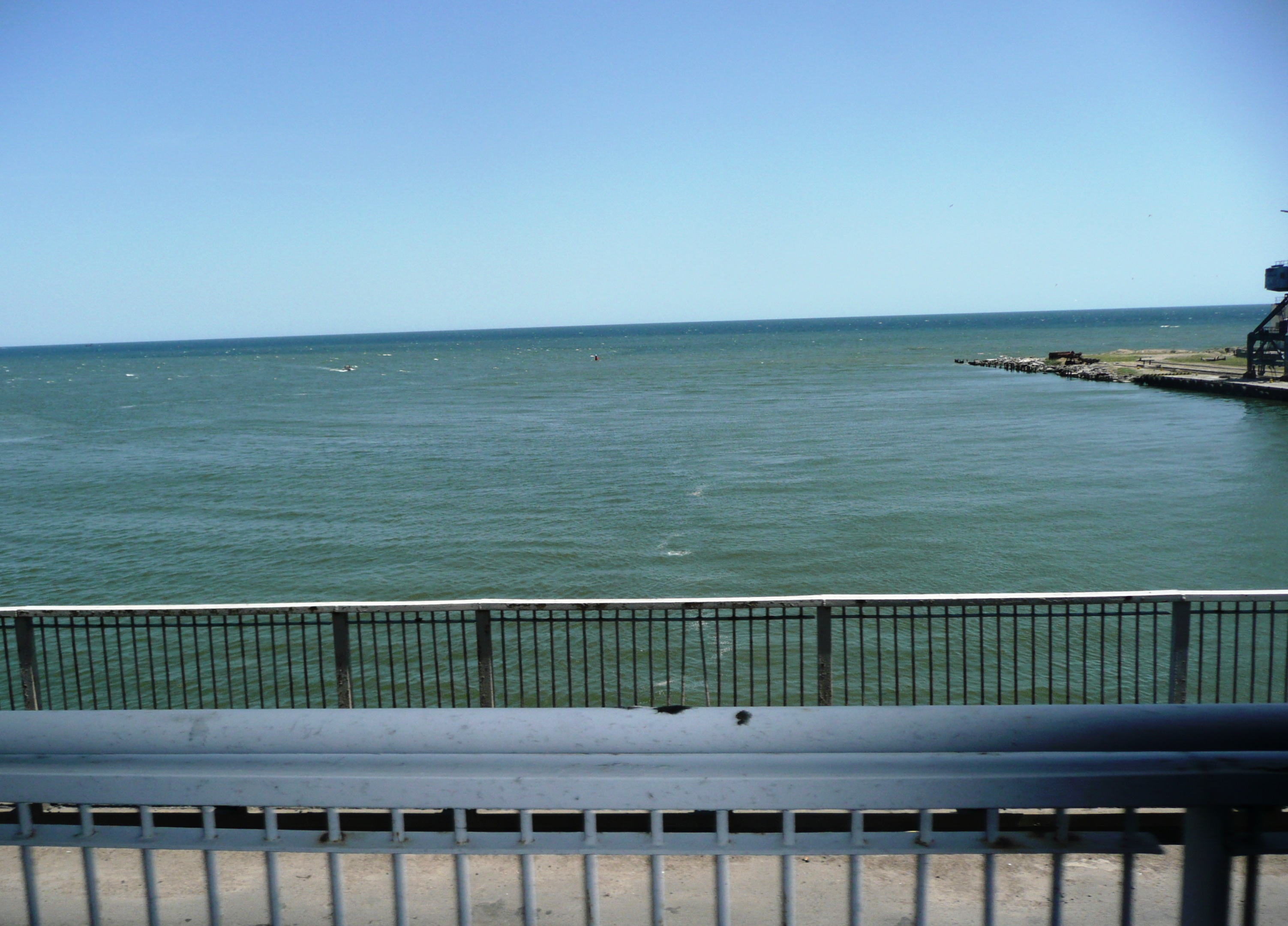
Вид на гирло з електрички, що проходить по мосту
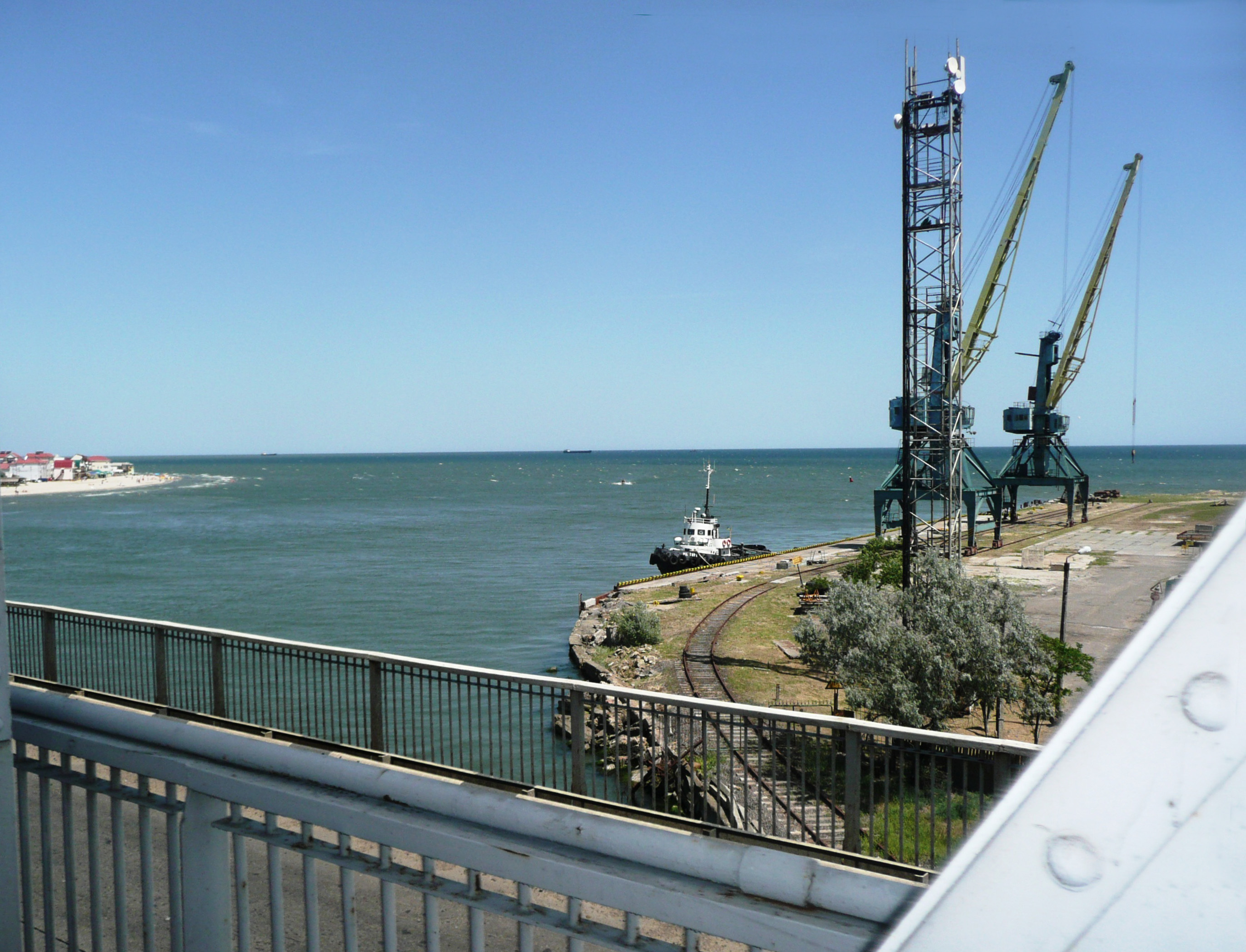
Портовий термінал "Затока"
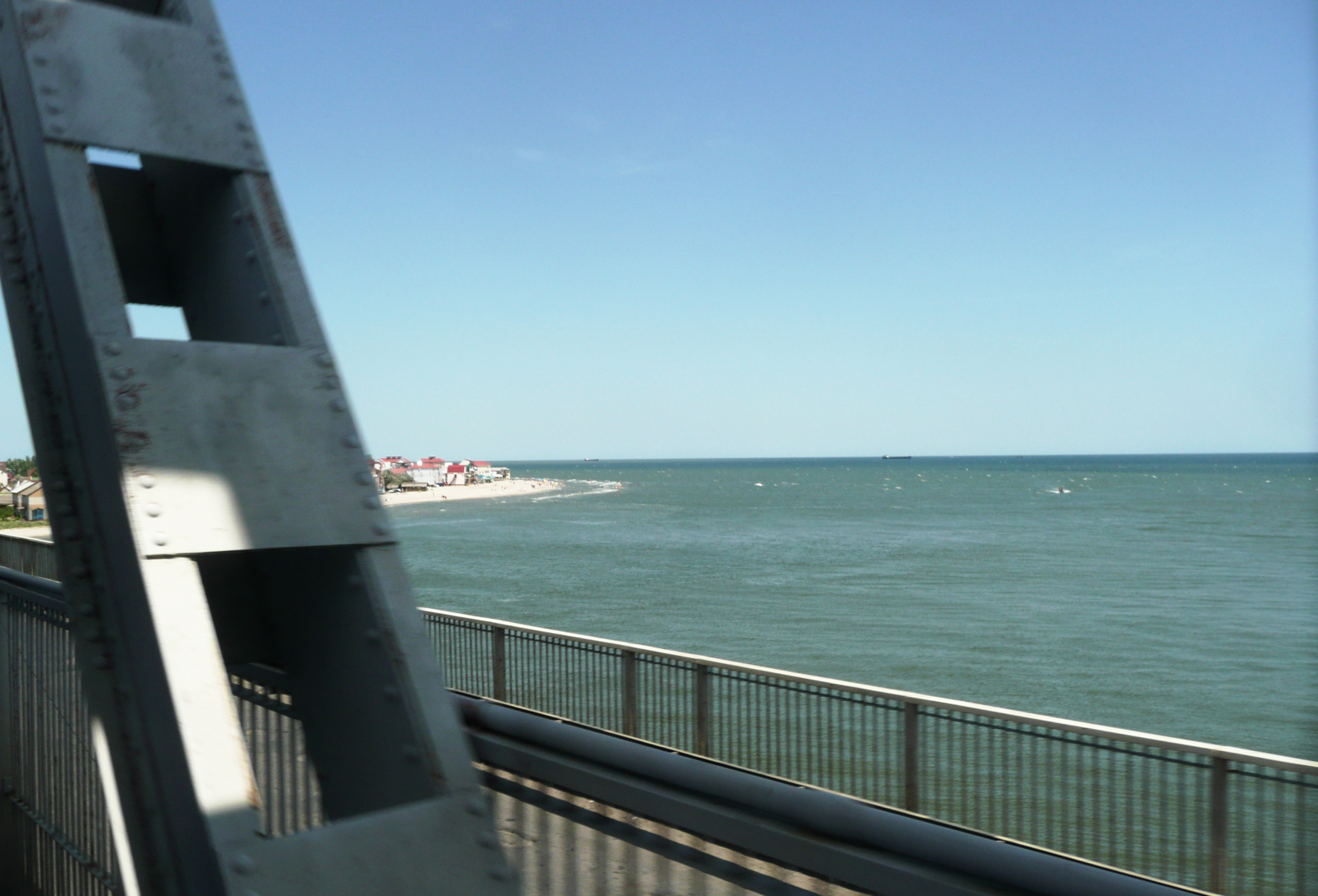
На задньому плані пляжі Бугазької коси
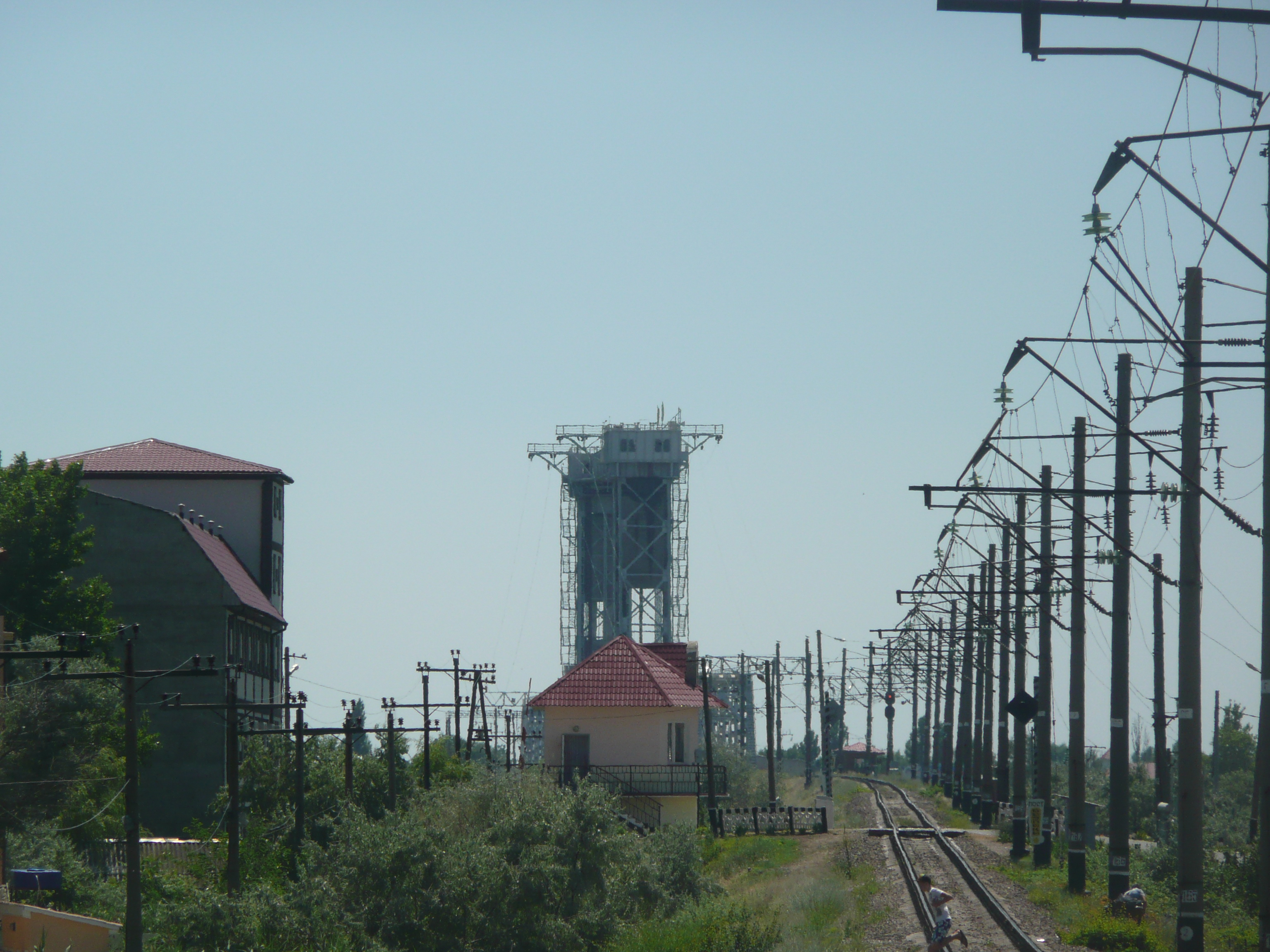
Міст через Цареградське гирло (вид з платформи “Сонячна”)